# Yao Fen
Detta är ett kinesiskt namn; familjenamnet är Yao.
Yao Fen, född den 2 januari 1967, är en kinesisk idrottare som tog brons i badminton tillsammans med Lin Yanfen vid olympiska sommarspelen 1992.